# 西太平洋等鰭叉尾帶魚
西太平洋等鰭叉尾帶魚，为輻鰭魚綱鱸形目鯖亞目带鱼科的其中一種。分布于西太平洋區，包括日本、俄羅斯遠東地區及東太平洋區的加拿大及美國等海域，棲息深度在水深0至1350公尺，背鰭硬棘39至43枚；背鰭軟條54至58枚；臀鰭硬棘2枚；臀鰭軟條47至50枚；脊椎骨103至105個，體長可達72公分。

## 扩展阅读
維基物種上的相關：西太平洋等鰭叉尾帶魚